# Азотни оксиди
Азотните оксиди са химични съединения на азота с кислород. Спрямо кислорода азотът проявява от +1 до +5 степен на окисление. Поради това той образува пет оксида:

## Диазотен оксид
Диазотният оксид, известен като „райски газ“, а в някои източници и с несистемното и остаряло име азотен закис, е химично съединение с емпирична формула N2O. Той е неутрален оксид. При стайна температура е безцветен незапалим газ, с приятна сладникава миризма и вкус. Използва се в хирургията и денталната медицина (зъболечението) заради своя анестетичен и аналгетичен ефект. Името му „райски газ“ идва от чувството за еуфория, което причинява при вдишване. Това свойство на газа го превръща в упойващо вещество. Друго негово приложение е като окислител в ракетните двигатели. Използва се и при двигателите с вътрешно горене – добавен към горивото, увеличава мощността им.
Получава се при нагряване на амониев нитрат до 250 °C:
{\displaystyle {\ce {NH4NO3->[{Т = 250 °C}] N2O + 2H2O}}}
Над 500 °С той се разлага бързо до N2 и O2 и проявява силни окислителни свойства.

## Азотен оксид
Азотният оксид (NO) е безцветен газ, неразтворим във вода. Не взаимодейства с киселини и основи. Той е неутрален оксид. Получава се в атмосферата при мълниите или изкуствено при волтова дъга, след дисоциирането на молекулите на азота и кислорода от високата температура и силната светлина.:
{\displaystyle {\ce {N2 + O2 ->[{T = 3000 °C}] 2NO ^}}}
Реакцията за образуване на азотния оксид е най-ендотермичната реакция за образуване на оксиди. Под 1000 °С практически не се разлага. В лабораторни условия азотен оксид може да се получи чрез редукция на азотна киселина с мед:
{\displaystyle {\ce {3Cu + 8HNO3 -> 3Cu(NO3)2 + 4H2O + NO ^}}}
При стайна температура азотният оксид е безцветен газ, състоящ се от двуатомни молекули. Поради несдвоен електрон, две молекули могат да образуват димер при свързване на техните несдвоени електрони (2NO↔N2O2), като течният NO съдържа 25% димери, а твърдият се състои предимно от димери. Азотният оксид е един от замърсителите на околната среда, произвеждан при работата на моторите с вътрешно горене, като резултат от реакцията на азот и кислород. За да се ограничи неговото съдържание в изгорелите газове, към горивата се добавят катализатори.
При обикновени условия NO бързо се окислява до NO2 и с повишаване на температурата скоростта на реакцията намалява, тъй като O2 взаимодейства с молекулите на димера, съдържанието на който намалява. Ако смес от равни части азотен оксид и азотен диоксид се охлади до -21 °С, газовете формират диазотен триоксид, представляващ синя течност. Тези молекули съществуват само в течно или твърдо състояние, а когато се нагреят, те се разпадат до NO и NO2.

## Диазотен триоксид
Диазотният триоксид (N2O3) е анхидрид на азотистата киселина. Той е газ и е синьо-зелен на цвят. Степента му на окисление е +3. Той е силно токсичен нетраен газ.
Диазотният триоксид съществува като индивидуално съединение при температура под –101°С. При по-високи температури е в равновесие с продуктите на дисоциация – NO и NO2. Той може да се получи при взаимодействието на HN3 с As2O3, а също и при пропускане на искра през втечнен въздух.

## Азотен диоксид
Азотният диоксид (NO2) е червено-кафяв, силно отровен, лесно втечняем газ. Той дразни лигавицата на очите и дихателните органи, предизвиква хрипове, кашлица, задух. Концентрация от 0,4 mg/dm3 е смъртоносна за възрастен човек. Азотният диоксид е киселинен оксид. Взаимодейства с вода и основни оксиди. Той е и силен окислител. Степента му на окисление е +4.
{\displaystyle {\ce {2N^2O^2- + O2^0<=>2N^4+O2^2-}}}
В лабораторни условия оксидът може да се получи чрез нагрявате на нитрат на тежък метал, като например олово:
{\displaystyle {\ce {Pb(NO3)2->[T] 2PbO + O2 + 4NO2}}}
При обикновени условия азотният диоксид съществува в равновесие с димера диазотен тетраоксид (N2O4). При нормално нагряване и температура 40 °С в такава смес се съдържат 31% NO2, а над 140 °С N2O4 изцяло преминава в NO2. Тези силни окислители се използват в ракетното гориво.
Азотният диоксид е разтворим и взаимодейства химически с вода, при което се получават азотна киселина и азотиста киселина:
{\displaystyle {\ce {2NO2 + H2O -> HNO2 + HNO3}}}

## Диазотен пентаоксид
Диазотният пентаоксид (N2O5) е анхидрид на азотната киселина; кристално, безцветно вещество. Той е нетраен и при обикновени условия се разлага на азотен диоксид и кислород. Много силен окислител със степен на окисление +5. Представлява интерес при производството на експлозиви. Лесно се разтваря във вода, като образува азотна киселина:
{\displaystyle {\ce {N2O5 + H2O -> 2HNO3}}}
На стайна температура молекулата на оксида самопроизволно се разлага на NO2 и O2, като бързото загряване води до взрив. В лабораторни условия може да се получи чрез взаимодействие на азотна киселина с дифосфорен пентаоксид по реакциятаː
{\displaystyle {\ce {P2O5 + 2HNO3 -> 2HPO3 + N2O5}}}

## Екологични проблеми
Високото съдържание на азотни оксиди в атмосферата предизвиква сериозни екологични проблеми – киселинни дъждове и смог. Основни замърсители на околната среда с азотни оксиди са тецовете, азотноторовите заводи, моторните превозни средства.